# 衡阳市文物保护单位
衡阳市文物保护单位，为衡阳市境内的市级文物保护单位。

## 公布批次

### 前四批：
名单部分或全部内容见百度快照《衡阳市国家级、省级、市县区级文物保护名录》。

### 第五批：
由衡阳市人民政府于2015年12月公布，共计102处：

## 城区列表
雁峰区
- 船山书院旧址
- 回雁峰[1]

- 余德堂牌坊
- 回雁亭
- 蒋先云烈士纪念碑

- 白沙窑址[2]
- 钹锣山墓群
- 月形山墓群
- 接龙塔

- 宝塔山文峰塔
- 中间塘龙氏宗祠
- 雨花亭栖流所旧址

- 核工业第二十五建设总公司办公楼旧址
- 核工业第二十五建设总公司专家楼旧址
- 衡阳地委早期建筑群

- 衡阳抗战绝壁遗址（雁峰区蒸湘区共有）

石鼓区
- 石鼓书院遗址
- 芙蓉阁
- 夏明翰铜像
- 衡阳市烈士陵园[1]

- 湘军水师造船厂遗址[2]
- 王家岭墓群
- 蛇形山墓群
- 西山排墓群

珠晖区
- 酃县故城遗址
- 珠晖塔[1]

- 蒋家窑址
- 省立三中旧址
- 胡陶庵荫庐旧址

- 三甲种工校旧址
- 退省庵

- 廖公馆

- 凤凰山墓群[2]
- 谢家谢氏宗祠
- 黄金黄氏宗祠
- 衡阳火车站早期建筑
- 湘江旅社
- 衡阳中山堂旧址

蒸湘区
- 莫家湾莫氏宗祠
- 罗家井
- 陆军第10军衡阳保护战阵亡将士之墓
- 衡阳火车西站早期建筑
- 衡阳市火车站百货食品零售店旧址
- 衡阳焊轨厂百年铁轨
- 南华大学早期建筑群

## 县区列表
耒阳市
- 磨形窑址
- 金南新屋里古建筑群
- 凌云塔
- 新市巡检司旧址
- 小圩龙门第
- 寿洲古建筑群
- 大塘新屋里民居
- 伍若兰故居
- 邝鄘墓
- 谭冠三故居
- 肥田天主教堂
- 曾木斋故居
- 熊梦飞故居

常宁市
- 江洲城址
- 双龙惜字塔
- 柏坊古街道
- 玄塘古建筑群
- 相丰曹氏宗祠
- 六图古建筑群
- 新屋袁家民居群
- 白沙古街道
- 火石桥民居群
- 老屋徐家民居群
- 星光民居群
- 砂坪老女桥
- 崔氏老屋民居群
- 江河古街道
- 下古罗家古建筑群
- 梅子塘农民协会旧址
- 廖家湾民居群
- 萧石月故居

衡南县
- 勤丰果志堂大屋
- 咸塘高桥
- 竹墉左氏祖庙
- 赤竹字纸塔
- 楠木文魁塔
- 中甲高岭刘氏宗祠
- 五甲廖氏宗祠
- 衡炎古道衡阳段（衡南衡东共有）

衡山县
- 赵方墓
- 白马亭
- 黄龙坝桥
- 刘锦公祠

衡东县
- 高田古建筑群
- 晏家下边屋箭楼院
- 衡炎古道衡阳段（衡南衡东共有）

祁东县
- 茶叶塘民居群
- 三口湾将军第
- 沙井古建筑群
- 攸陂陈家祠堂
- 洪塘贞节牌坊
- 彭康衡大院